# Sanda Toma (canottiera)
Sanda Toma, Urichianu da sposata (Ştefăneşti, 24 febbraio 1956), è un'ex canottiera romena.

## Palmarès

### Olimpiadi
- 1 medaglia:
  - 1 oro (Mosca 1980 nel singolo)

### Mondiali
- 2 medaglie:
  - 2 ori (Bled 1979 nel singolo; Monaco di Baviera 1981 nel singolo)